# Ocarina (album)
Pour les articles homonymes, voir Ocarina (homonymie).
Albums de Diego Modena et Jean-Philippe Audin
Ocarina II
Singles
1. Song of Ocarina

Ocarina est un album de Diego Modena et Jean-Philippe Audin. Ses morceaux sont des instrumentaux dominés par la flûte de pan, l'ocarina et le violoncelle.
Cet album a connu un beau succès au début des années 1990. Song of Ocarina, le premier single, est resté premier du Top 50 français pendant deux semaines et présent dans le top pendant 32 semaines.
L'album a été suivi d'un second, nommé Ocarina II.

## Liste des pistes[2]
1. Song of Ocarina
2. Moonlight Reggae
3. Implora (Cello, flute & ocarina)
4. Ocarina burning
5. Girl from Key Biscayne
6. Bonecas de Plata
7. Hotel la Luna
8. Amara
9. Song of Ocarina (Ocarina solo)
10. Montego Bay
11. Bag Pipe Reggae
12. Implora (Flute solo)